# پابلو رودریگز (بازیکن فوتبال، زاده ۱۹۵۵)
پابلو رودریگز (انگلیسی: Pablo Rodríguez؛ زادهٔ ۸ مارس ۱۹۵۵) بازیکن فوتبال اهل اسپانیا است.
از باشگاه‌هایی که در آن بازی کرده‌است می‌توان به باشگاه فوتبال لوانته و باشگاه فوتبال والنسیا اشاره کرد.